# 學甲十三庄
學甲十三庄是由福建泉州同安縣白礁鄉的陳、李、謝、莊四姓軍民，於明末隨鄭成功來台，自漚汪溪（今將軍溪）畔頭前寮登陸後，於周邊陸續開墾建立的13個庄頭。其中有學甲、中洲、大灣、草坔、山寮、宅仔港、學甲寮、倒風寮、三寮灣、溪底寮、二重港、渡仔頭、灰磘港等。
| 傳統學甲十三庄 | 角頭名        | 角頭廟                                 | 學甲慈濟宮代表選舉區 | 舊行政區      | 目前行政區    |
| 學甲(後社)     | 後社          | 集和宮 聖和宮 西龍宮                   | 學甲後角選舉區       | 一秀里        | 學甲區 秀昌里 |
| 學甲(後社)     | 下溪洲        | 慈太宮 玉皇宮                          | 學甲後角選舉區       | 一秀里        | 學甲區 秀昌里 |
| 學甲(中社)     | 七塊厝        | 文衡殿 鎮壽殿                          | 學甲中角選舉區       | 煥昌里        | 學甲區 秀昌里 |
| 學甲(中社)     | 後厝仔角      | 田龍館                                 | 學甲中角選舉區       | 西明里        | 學甲區 明宜里 |
| 學甲(中社)     | 三角仔        | 太慈宮 清保宮                          | 學甲中角選舉區       | 西明里        | 學甲區 明宜里 |
| 學甲(中社)     | 中角謝        | 中角謝-謝姓獅團                        | 學甲中角選舉區       | 西明里        | 學甲區 明宜里 |
| 學甲(中社)     | 中角羅        | 羅姓角八仙棚                           | 學甲中角選舉區       | 西明里        | 學甲區 明宜里 |
| 學甲(中社)     | 中社陳        | 中社宋江館                             | 學甲中角選舉區       | 西明里        | 學甲區 明宜里 |
| 學甲(下社)     | 溪仔墘        | 慶安宮                                 | 學甲下角選舉區       | 仁得里        | 學甲區 仁得里 |
| 學甲(下社)     | 縣內角        | 太安宮 池安宮                          | 學甲下角選舉區       | 仁得里        | 學甲區 仁得里 |
| 學甲(下社)     | 仁得          | 慈聖殿 分基大帝壇                      | 學甲下角選舉區       | 仁得里        | 學甲區 仁得里 |
| 學甲(下社)     | 宅口          | 興太宮                                 | 學甲下角選舉區       | 百福里        | 學甲區 慈福里 |
| 學甲(下社)     | 下社角        | 白礁宮 朱福宮 李府將軍                 | 學甲下角選舉區       | 百福里        | 學甲區 慈福里 |
| 學甲(下社)     | 下社周        | 文衡聖帝壇                             | 學甲下角選舉區       | 百福里        | 學甲區 慈福里 |
| 學甲(下社)     | 東竹圍        | 代巡府 開基東鎮府                      | 學甲下角選舉區       | 新榮里        | 學甲區 新榮里 |
| 學甲(東寮)     | 新寮          | 普濟宮 保安壇                          | 學甲六分角選舉區     | 新生里        | 學甲區 新達里 |
| 學甲(東寮)     | 頂山寮        | 張濟宮                                 | 學甲六分角選舉區     | 新生里        | 學甲區 新達里 |
| 學甲(東寮)     | 東寮          | 東興宮                                 | 學甲六分角選舉區     | 新榮里        | 學甲區 新榮里 |
| 大灣           | 大灣          | 清濟宮                                 | 東南郊區選舉區       | 文化里 大安里 | 學甲區 大灣里 |
| 草坔           | 下草坔        | 慈興宮                                 | 東南郊區選舉區       | 美豐里        | 學甲區 豐和里 |
| 草坔           | 中草坔        | 中隆宮                                 | 東南郊區選舉區       | 美和里        | 學甲區 豐和里 |
| 草坔           | 頂草坔        | 保生宮                                 | 東南郊區選舉區       | 美和里        | 學甲區 豐和里 |
| 山寮           | 山寮          | 東明宮                                 | 東南郊區選舉區       | 達明里        | 學甲區 新達里 |
| 山寮           | 瓦寮          | 永安宮                                 | 東南郊區選舉區       | 達明里        | 學甲區 新達里 |
| 中洲           | 中洲          | 惠濟宮 聖嶽殿 開臺清水寺 清佛宮 慈福宮 | 西部郊區選舉區       | 光明里 白渚里 | 學甲區 中洲里 |
| 中洲           | 東頭角        | 慈福宮                                 | 西部郊區選舉區       | 光華里        | 學甲區 光華里 |
| 中洲           | 過港仔        | 福安宮 中太壇                          | 西部郊區選舉區       | 光華里        | 學甲區 光華里 |
| 中洲           | 頭前寮        | 才天宮                                 | 西部郊區選舉區       | 西進里        | 學甲區 中洲里 |
| 中洲           | 西廍          | 李府千歲                               | 西部郊區選舉區       | 西進里        | 學甲區 中洲里 |
| 中洲           | 頭港仔        | 鎮安宮                                 | 西部郊區選舉區       | 頭港里        | 學甲區 光華里 |
| 宅仔港         | 宅仔港        | 慈德宮 龍安府                          | 東北郊區選舉區       | 宅港里        | 學甲區 宅港里 |
| 宅仔港         | 德安寮        | 龍佛宮                                 | 東北郊區選舉區       | 宅港里        | 學甲區 宅港里 |
| 宅仔港         | 二港仔        | 玄聖宮 震虎宮                          | 東北郊區選舉區       | 宅港里        | 學甲區 宅港里 |
| 學甲寮         | 學甲寮        | 慈照宮                                 | 東北郊區選舉區       | 平東里        | 學甲區 平和里 |
| 學甲寮         | 大埔口        | 保安宮                                 | 東北郊區選舉區       | 平東里        | 學甲區 平和里 |
| 學甲寮         | 麻油寮        | 慶華宮                                 | 東北郊區選舉區       | 鹽水鎮 飯店里 | 鹽水區 三和里 |
| 學甲寮         | 竹圍仔        | 黑虎大將壇                             | 東北郊區選舉區       | 鹽水鎮 飯店里 | 鹽水區 三和里 |
| 倒風寮         | 新芳 (倒風寮) | 慶安宮                                 | 東北郊區選舉區       | 新芳里        | 學甲區 三慶里 |
| 倒風寮         | 紅茄          | 慈明宮 天玉殿                          | 東北郊區選舉區       | 紅茄里        | 學甲區 三慶里 |
| 倒風寮         | 紅蝦港        | 中太宮                                 | 東北郊區選舉區       | 紅茄里        | 學甲區 三慶里 |
| 渡仔頭         | 渡仔頭        | 錦湖吳保宮 新渡子頭吳保宮              | 北門選舉區           | 錦湖村        | 北門區 錦湖里 |
| 渡仔頭         | 北馬仔        | 太興宮 陳家吳府千歲                    | 北門選舉區           | 錦湖村        | 北門區 錦湖里 |
| 灰磘港         | 西埔內        | 南天宮 聖天宮 西興宮                   | 北門選舉區           | 玉港村        | 北門區 玉港里 |
| 灰磘港         | 灰磘港        | 天封宮 玉旨宮                          | 北門選舉區           | 玉港村        | 北門區 玉港里 |
| 二重港         | 二重港        | 仁安宮                                 | 北門選舉區           | 仁里村        | 北門區 文山里 |
| 溪底寮         | 溪底寮        | 東興宮                                 | 北門選舉區           | 中樞村        | 北門區 文山里 |
| 三寮灣         | 三寮灣        | 東隆宮                                 | 北門選舉區           | 三光村 慈安村 | 北門區 三光里 |

## 圖像集

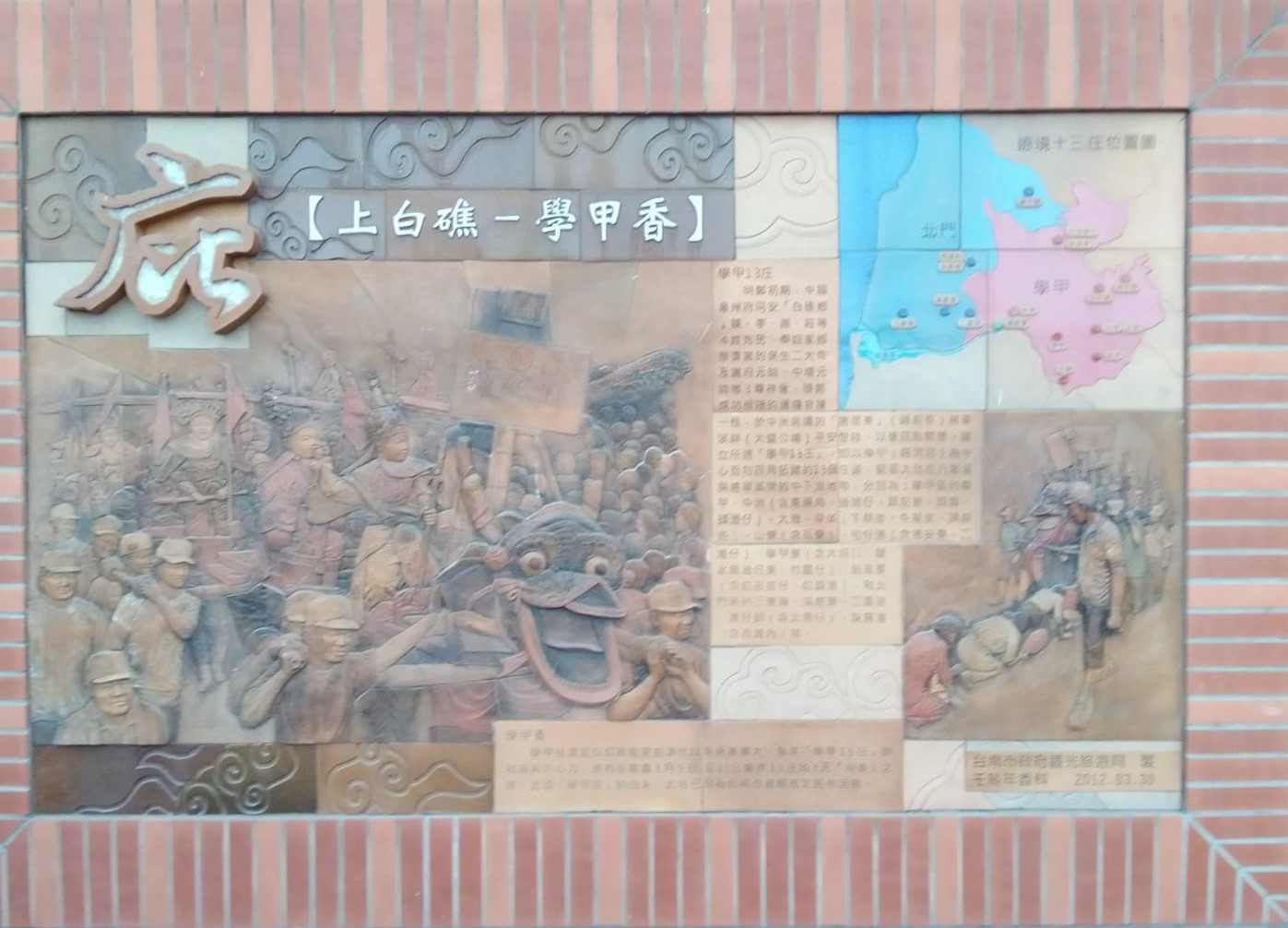
學甲慈濟宮上白礁暨刈香故事牆
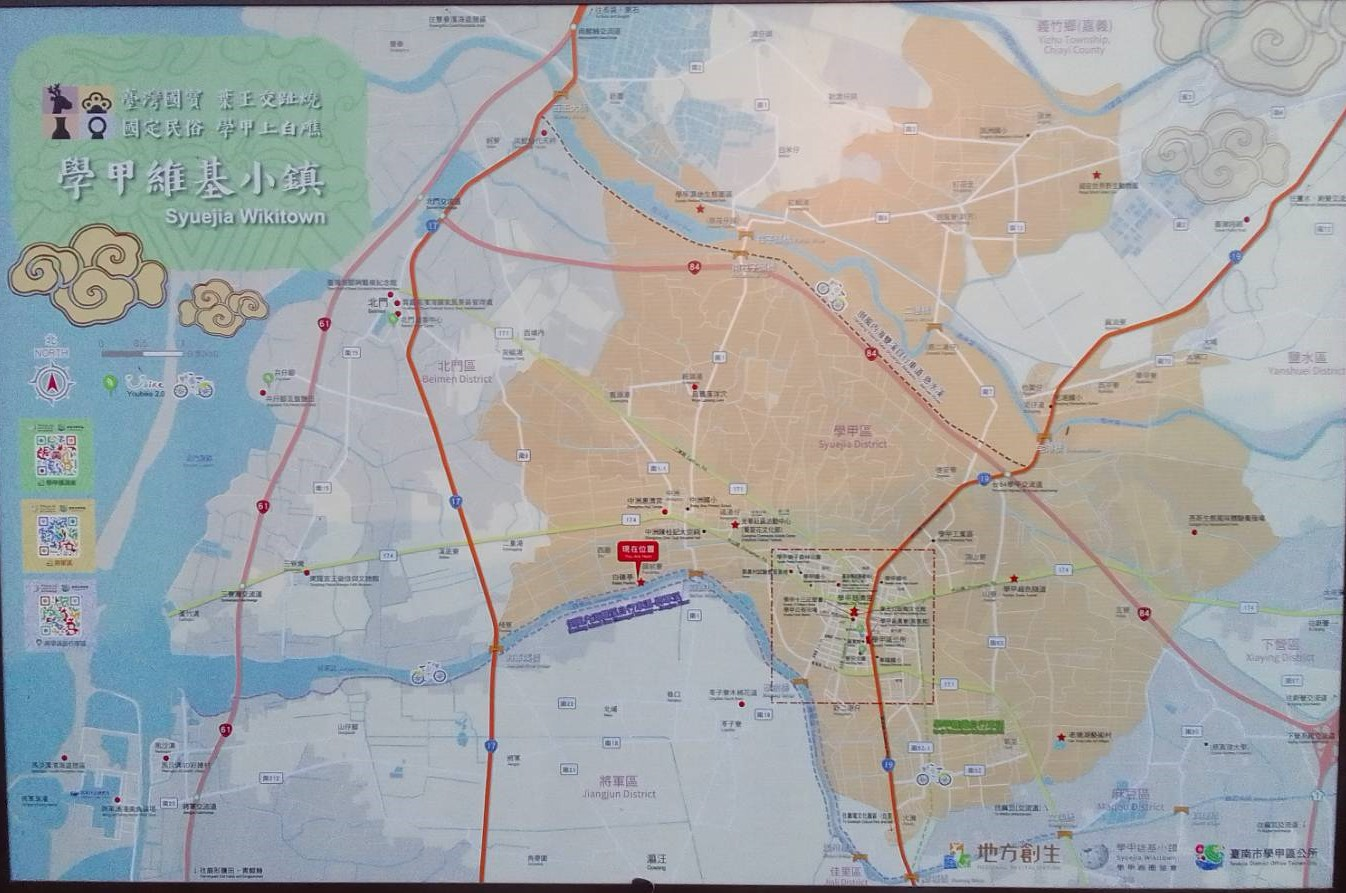
學甲維基小鎮地標圖
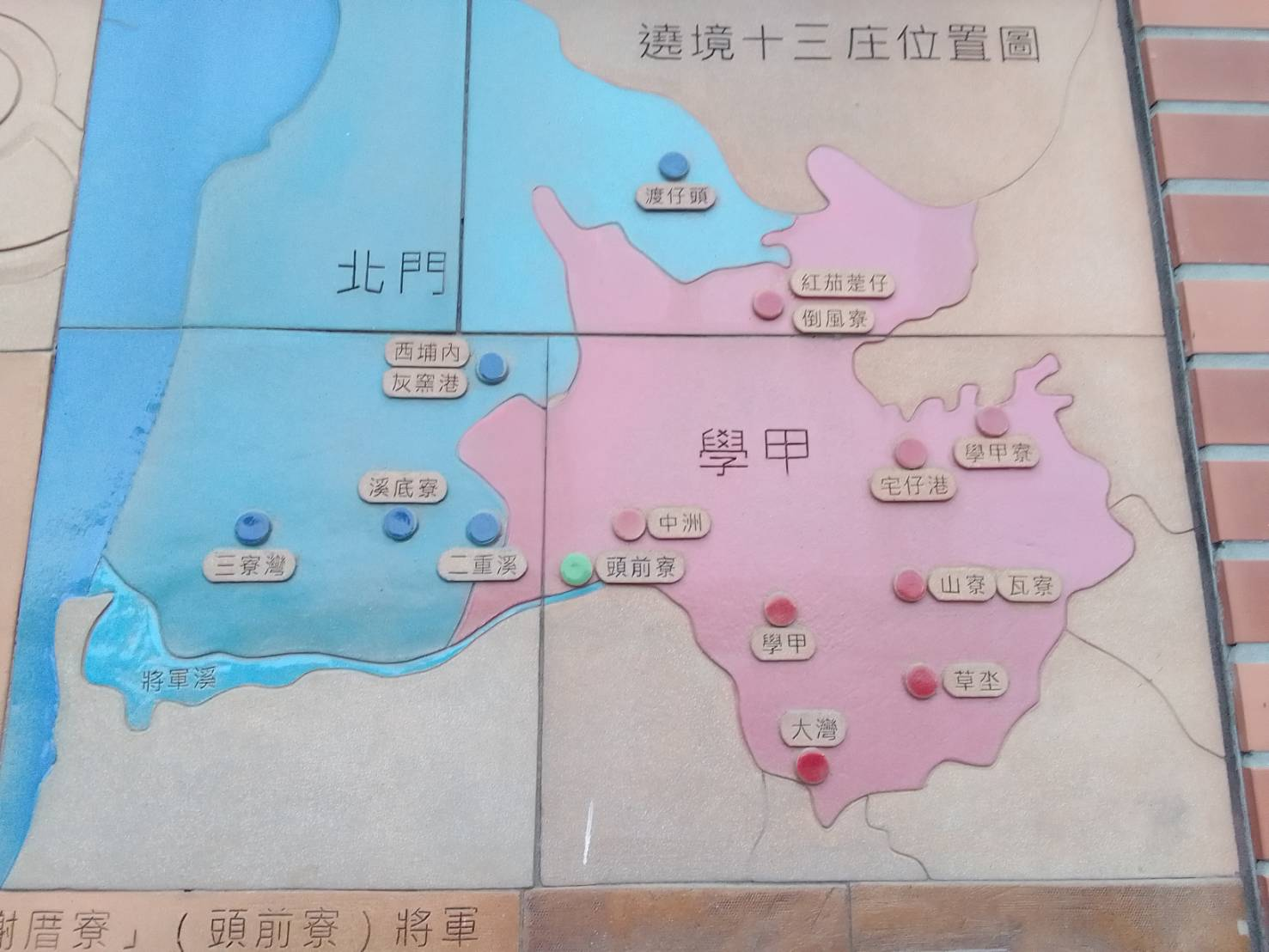
學甲傳統十三庄-繞境的地理位置
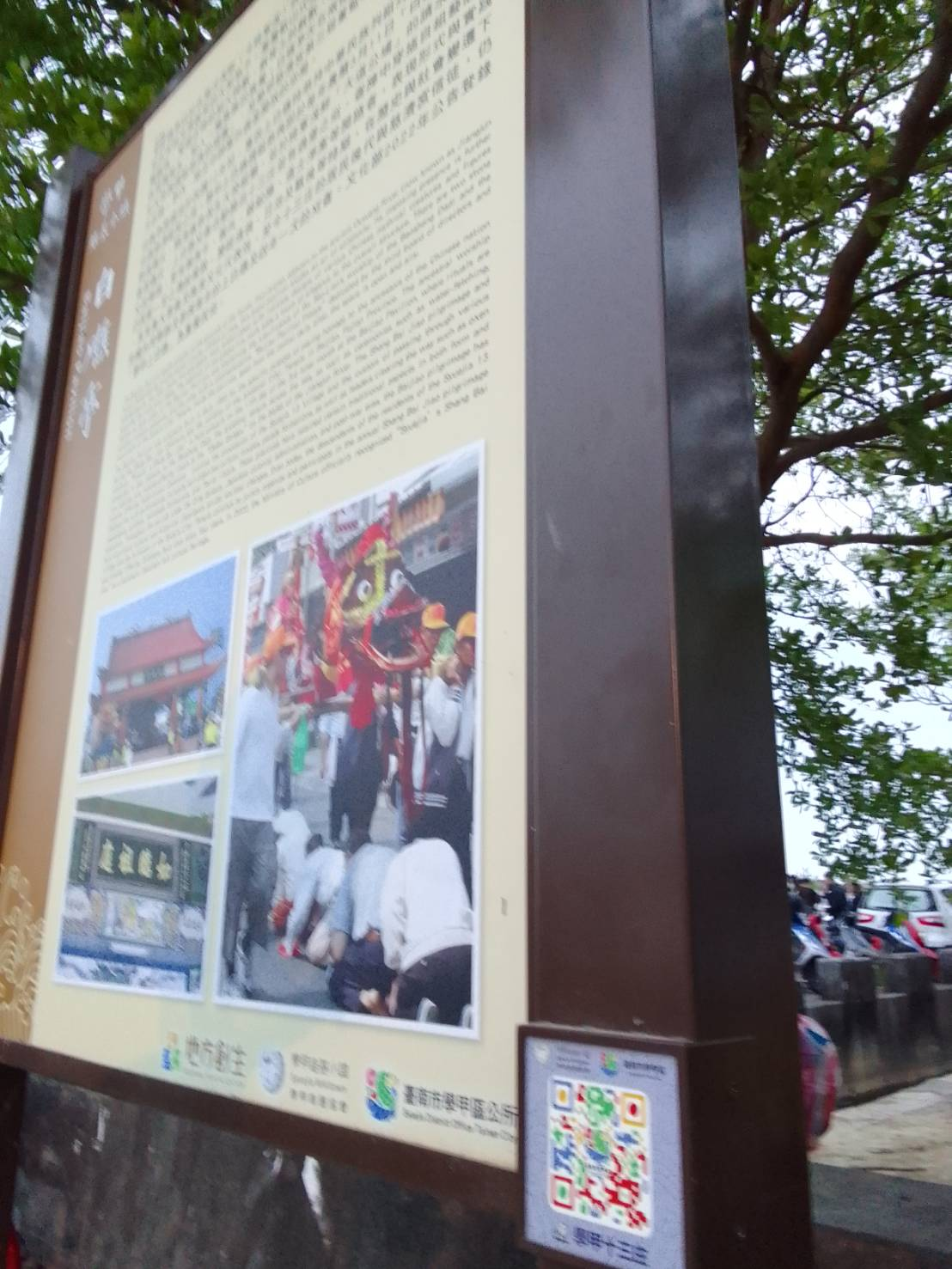
學甲慈濟宮上白礁暨刈香簡介及維基二維條碼瓷牌
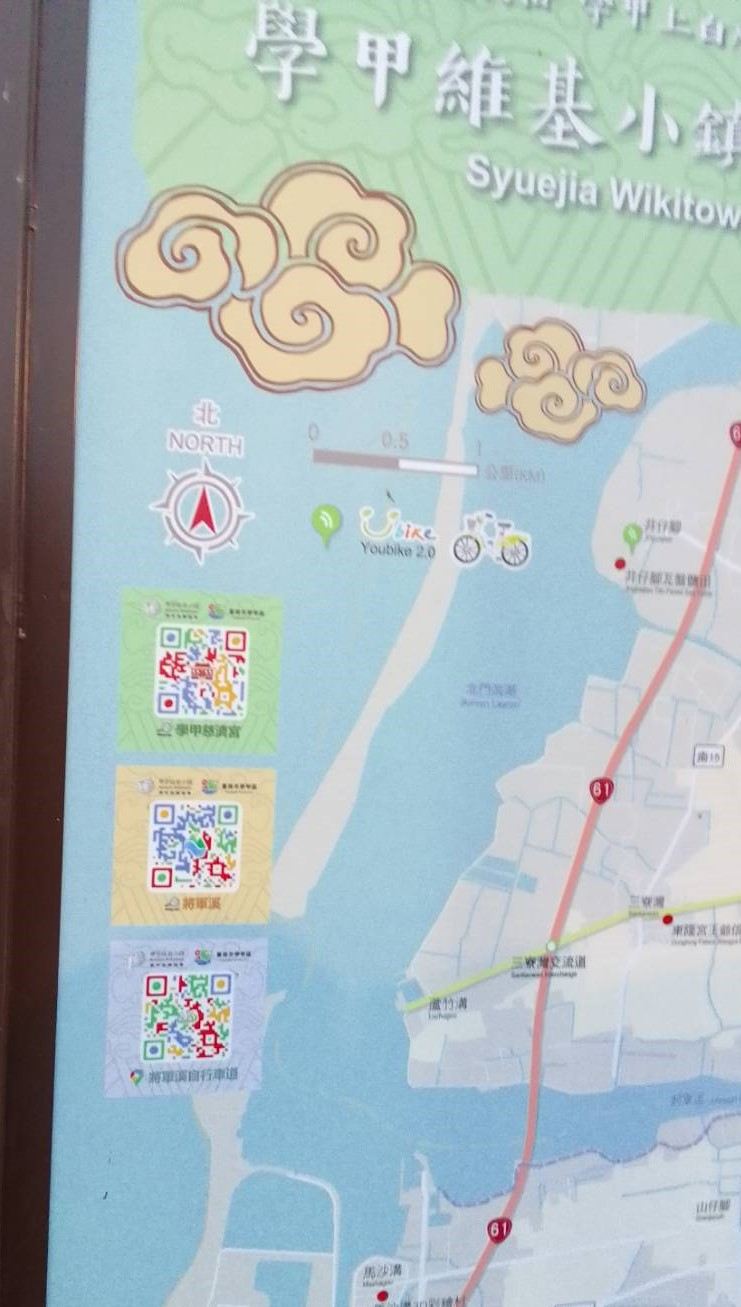
學甲維基小鎮部分景點地標二維條碼